# Katarzyna z Parc-aux-Dames
Bł. Katarzyna z Parc-aux-Dames, (XIII wiek, ur. w Leuven obecnie w Belgii) – błogosławiona Kościoła katolickiego, zakonnica, mistyczka, dziewica.
Z pochodzenia była Żydówką, miała na imię Rachela. Częstym gościem w domu jej rodziców był kapelan księcia Brabancji, który prowadził z jej ojcem dyskusje na tematy religijne. W wieku 12 (lub 7) lat uciekła z domu do klasztoru cysterek w Parc-aux-Dames niedaleko Leuven. Została tam ochrzczona i otrzymała imię Katarzyna. Następnie stała się zakonnicą w tym klasztorze. Konwertytka zasłynęła z powodu wizji, których doświadczała. Wspomnienie liturgiczne obchodzone jest 4 maja.